# Kōka (bourg)

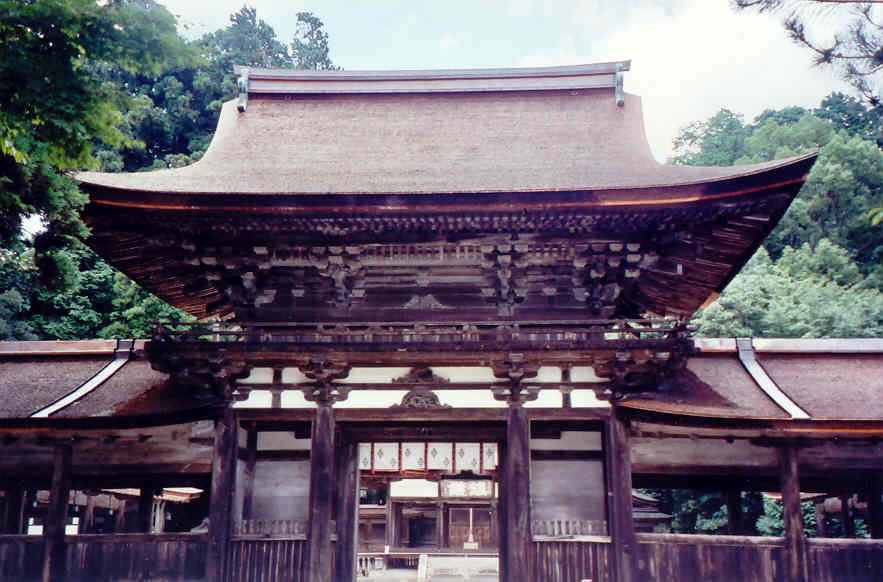
Temple shintô d'Aburahi

Pour les articles homonymes, voir Kōka.
Kōka (甲賀町, Kōka-chō) était un bourg japonais du district de Kōka, dans la préfecture de Shiga. Il a fusionné en 2004 avec les bourgs de Minakuchi, Shigaraki, Tsuchiyama et Kōnan pour former la ville de Kōka.

## Industrie
Kōka est considérée dans la région comme la ville des médicaments, avec plusieurs industries pharmaceutiques installées. En particulier, le groupe allemand Bayer a créé une usine sur place. Le groupe japonais Ohara est originaire de Kōka.

## Édifices religieux
Les principaux édifices religieux de Kōka sont les sanctuaires shinto Aburahi (油日神社, Aburahi-jinja) et Ōtori (大鳥神社, Ōtori-jinja), et le temple bouddhiste Rakuya (櫟野寺, Rakuya-ji).
- Aburahi-jinja : sanctuaire en l'honneur d'une déesse du feu, Aburahi-jinja est le lieu d'un matsuri tous les ans le 1er mai. Le temple date d'environ 700 ans.

- Ōtori-jinja : son matsuri se déroule tous les ans les 23 et 24 juillet. Le 23 au soir, les hameaux de Kōka se retrouvent. Des autels rituel portatifs sont détruits dans la soirée. Le lendemain se déroule la fête des coupeurs de bambous, avant la sortie de la représentation du kami, une structure dorée de plus d'une tonne, qui part en procession sur les épaules des porteurs, sortant de l'enceinte du temple à travers les routes du quartier.

- Rakuya-ji : également appelé Ichiino-dera, il est dédié au Bouddha de la médecine. On y trouve la plus grande statue en bois doré d'un Bouddha assis au Japon, qui n'est montrée aux fidèles qu'à l'occasion d'une cérémonie spéciale. Elle reste cachée aux regards dans une grande boîte de bois sombre le reste du temps, protégée par des statues de gardiens et de bodhisattvas, dans une salle au fond du temple.

## École ninja
L'ancienne province de Kōga (autre lecture des kanjis de Kōka) située dans la province d'Ōmi serait l'un des deux lieux de naissance du ninjutsu, l'art des ninjas.
Perdu dans la végétation de la montagne, l'ancien supposé centre de formation ninja a été réhabilité en centre d'animations, baptisé Kōga no sato ninjutsu-mura (甲賀の里忍術村, littéralement « le village du ninjutsu natif de Kōka »). Les techniques martiales, de déplacements, de camouflage, y sont présentées aux spectateurs.